# サンライズファーム西条
株式会社サンライズファーム西条（サンライズファームさいじょう）は、愛媛県西条市に本社を置き農作物の製造･販売を行う企業。

## 概要
日本経済団体連合会が提唱する「未来都市モデルプロジェクト」の1つである「西条農業革新都市」の推進母体である。GPSを活用した作業自動化など企業の先端技術を導入した先進農業を目指している。住友化学･西条産業情報支援センター、西条市農業協同組合などが出資して設立された。出資に関しては西条市農業協同組合が出資を行ったが同じく西条市を拠点とする周桑農業協同組合はメリットが見えにくいことを理由に出資を見送っている。
愛媛県西条市神戸地区の約5ヘクタールの農地を借りてレタスやキャベツなどの野菜を栽培しており、2012年3月にはレタスの出荷が開始された。
2022年に栽培中の作物の収穫を2022年7月ごろまでに終え、9月をめどに社を解散すると発表。農地を拡大し、キャベツやレタス、タマネギなどの露地野菜を約7ヘクタールで栽培し、加工センターやJAえひめ未来に出荷していたが、黒字化できる規模まで農地を拡大できていなかった。